# 艾肯雙星目錄
艾肯雙星目錄，或ADS，是一份雙星的星表。它由羅伯特·艾肯編輯，分為2卷，在1932年出版，名稱為距離北極120°的一般雙星新目錄 。它包含赤緯在-30°以北的17,180對雙星的測量。這個目錄中的條目所引用的索引號通常以"ADS"做首碼。
這個目錄是伯納姆雙星總表的後繼者，根據舍本·衛斯里·伯納姆從1906年至1912年和Eric Doolittle從1912年至1919年的觀測編輯而成。艾肯在Doolittle於1920年過世後不久，接下了工作，延續觀測至1927年。

## 進階讀物
- George Van Biesbroeck. . The Astrophysical Journal. 1932, 72: 320. Bibcode:1932ApJ....76..320V. doi:10.1086/143428.